# Schots Open (golf)
Het Schotse Open is een internationaal golftoernooi en maakt deel uit van de Europese PGA Tour sinds die werd opgericht.
Het Schotse Open wordt sinds de oprichting van de Europese Tour gespeeld in de week voor het Britse Open.

## Winnaars sinds 1972
| Jaar                                      | Baan                              | Winnaar                        | Score                          | Score                          |
| Sunbeam Electric Scottish Open            | Sunbeam Electric Scottish Open    | Sunbeam Electric Scottish Open | Sunbeam Electric Scottish Open | Sunbeam Electric Scottish Open |
| ----------------------------------------- | --------------------------------- | ------------------------------ | ------------------------------ | ------------------------------ |
| 1972                                      | Downfield Golf Club, Dundee       | Neil Coles                     | 283                            | -5                             |
| 1973                                      | Old Course, St Andrews            | Graham Marsh                   | 286                            | -2                             |
| Bell's Scottish Open                      |                                   |                                |                                |                                |
| 1986                                      | Haggs Castle, Carnoustie, Glasgow | David Feherty po               | 270                            | -14                            |
| 1987                                      | King's Course, Gleneagles         | Ian Woosnam                    | 264                            | -20                            |
| 1988                                      | King's Course, Gleneagles         | Barry Lane                     | 271                            | -13                            |
| 1989                                      | King's Course, Gleneagles         | Michael Allen                  | 272                            | -8                             |
| 1990                                      | King's Course, Gleneagles         | Ian Woosnam                    | 269                            | -15                            |
| 1991                                      | King's Course, Gleneagles         | Craig Parry                    | 268                            | -12                            |
| 1992                                      | King's Course, Gleneagles         | Peter O' Malley                | 262                            | -18                            |
| 1993                                      | King's Course, Gleneagles         | Jesper Parnevik                | 271                            | -9                             |
| 1994                                      | King's Course, Gleneagles         | Carl Mason                     | 265                            | -15                            |
| Scottish Open                             |                                   |                                |                                |                                |
| 1995                                      | Carnoustie                        | Wayne Riley                    | 276                            | -12                            |
| 1996 (juli)                               | Carnoustie                        | Ian Woosnam                    | 289                            | +1                             |
| Loch Lomond World Invitational            |                                   |                                |                                |                                |
| 1996 (september)                          | Loch Lomond Golf Club             | Thomas Bjørn ¹)                | 277                            | -7                             |
| Gulfstream Loch Lomond World Invitational |                                   |                                |                                |                                |
| 1997                                      | Loch Lomond Golf Club             | Tom Lehman                     | 265                            | -19                            |
| The Standard Life Loch Lomond             |                                   |                                |                                |                                |
| 1998                                      | Loch Lomond Golf Club             | Lee Westwood                   | 276                            | -8                             |
| 1999                                      | Loch Lomond Golf Club             | Colin Montgomerie              | 268                            | -16                            |
| 2000                                      | Loch Lomond Golf Club             | Ernie Els                      | 273                            | -11                            |
| The Scottish Open at Loch Lomond          |                                   |                                |                                |                                |
| 2001                                      | Loch Lomond Golf Club             | Retief Goosen                  | 268                            | -16                            |
| The Barclays Scottish Open                |                                   |                                |                                |                                |
| 2002                                      | Loch Lomond Golf Club             | Eduardo Romero po              | 273                            | -11                            |
| 2003                                      | Loch Lomond Golf Club             | Ernie Els                      | 267                            | -17                            |
| 2004                                      | Loch Lomond Golf Club             | Thomas Levet                   | 269                            | -15                            |
| 2005                                      | Loch Lomond Golf Club             | Tim Clark                      | 265                            | -19                            |
| 2006                                      | Loch Lomond Golf Club             | Johan Edfors                   | 271                            | -13                            |
| 2007                                      | Loch Lomond Golf Club             | Grégory Havret po              | 270                            | -14                            |
| 2008                                      | Loch Lomond Golf Club             | Graeme McDowell                | 271                            | -13                            |
| 2009                                      | Loch Lomond Golf Club             | Martin Kaymer                  | 269                            | -15                            |
| 2010                                      | Loch Lomond Golf Club             | Edoardo Molinari               | 272                            | -12                            |
| 2011                                      | Castle Stuart, Inverness          | Luke Donald                    | 197 ²)                         | -19                            |
| Aberdeen Asset Management Scottish Open   |                                   |                                |                                |                                |
| 2012                                      | Castle Stuart, Inverness          | Jeev Milkha Singh              | 271                            | -17                            |
| 2013                                      | Castle Stuart, Inverness          | Phil Mickelson                 | 271                            | -17                            |
| 2014                                      | Royal Aberdeen Golf Club          | Justin Rose                    | 268                            | -16                            |
| 2015                                      | Gullane                           | Rickie Fowler                  | 268                            | -12                            |
| 2016                                      | Castle Stuart, Inverness          | Alex Norén                     | 274                            | -14                            |
| 2017                                      | Dundonald                         | Rafa Cabrera Bellopo           | 275                            | -13                            |
| 2018                                      | Gullane                           | Brandon Stone                  | 260                            | -20                            |
| 2019                                      | Renaissance                       | Bernd Wiesberger               | 262                            | -22                            |
| 2020                                      | Renaissance                       | Aron Rai                       | 273                            | -11                            |
| 2021                                      | Renaissance                       | Min Woo Lee                    | 266                            | -18                            |

- ¹) Thomas Björn was de eerste Deense winnaar op de Europese Tour.
- ²) Wegens wateroverlast werden er maar drie rondes gespeeld.
- po: In 1986 won David Feherty de play-off van Ian Baker-Finch en Christy O'Connor jr.
- po: In 2001 won Eduardo Romero de play-off van Fredrik Jacobson.
- po: In 2007 won Grégory Havret de play-off van Phil Mickelson.
- po: In 2017 won Rafael Cabrera-Bello de play-off van Callum Shinkwin.